# Frank Arok
Ferenc Árok dit Frank Arok, né le 20 janvier 1932 et mort le 12 janvier 2021, est un entraîneur yougoslave (hongrois) de football, qui a entraîné en Australie.

## Biographie
Il est le sélectionneur de l'Australie entre 1983 et 1989, et participe aux JO de 1988, où il est quart-de-finaliste.
Frank Arok meurt le 12 janvier 2021 à Subotica.